# Linda testacea
Linda testacea là một loài bọ cánh cứng trong họ Cerambycidae.